# Eska Music Awards 2017
Eska Music Awards 2017 – szesnasta i ostatnia gala rozdania nagród Eska Music Award, która odbyła się 17 czerwca 2017 w Szczecinie.
Gala była nadawana na żywo na antenie TVP1, a poprowadzili ją Krzysztof „Jankes” Jankowski oraz Paulina Chylewska.

## Nominacje
| Najlepsza artystka                                                                                     | Najlepszy artysta |
| --- | --- |
| - Agnieszka Chylińska - Sarsa - Monika Lewczuk                                                         | - Kamil Bednarek - Grzegorz Hyży - Mateusz Ziółko |
| Najlepszy DJ/Producent                                                                                 | Najlepszy hit |
| - Gromee - C-BooL - Mandee                                                                             | - C-BooL – „Magic Symphony” - Agnieszka Chylińska – „Królowa łez” - Monika Lewczuk – „Ty i Ja” - Kamil Bednarek i Matheo – „Talizman” - Mateusz Ziółko – „W płomieniach” |
| Eska TV Award – Najlepsze video                                                                        | eskaGO Award – Najlepszy artysta w sieci |
| - Agnieszka Chylińska – „Królowa łez” - Mrozu – „Nieśmiertelni” - Kamil Bednarek i Matheo – „Talizman” | - Margaret - Ewa Farna - Kamil Bednarek |
| Najlepszy zagraniczny artysta                                                                          | |
| - Ed Sheeran                                                                                           | |

## Wystąpili
Podczas gali wystąpili:
- Gromee i Orkiestra Szczecińska – „Shape of You”
- Sigala i Bryn Christopher – „Sweet Lovin’”
- Margaret – „I Don’t Wanna Live Forever” i „What You Do”
- Ania Dąbrowska – „Porady na zdrady (Dreszcze)”
- Mandee i Maria Mathea – „Superstar”
- Ofenbach – „Be Mine”
- Patryk Kumór – „Human” i „Not In My Head”
- Alma – „Bonfire” i „Chasing Highs”
- Matthew Koma – „Kisses Back”
- Monika Lewczuk – „Ty i Ja” i „Libre”
- Starley – „Call on Me”
- Sarsa – „Bronię się”
- C-BooL i K-Leah – „DJ Is Your Second Name” i „Magic Symphony”
- Sigala i Ella Eyre – „Came Here for Love”
- Gromee i Mahan Moin – „Spirit”
- Mateusz Ziółko – „W płomieniach”
- Sound’n’Grace – „Cake by the Ocean”